# Barry (voornaam)
Barry is een Engelse jongensnaam, afgeleid van het Keltische bearrach, met de betekenis 'goede schutter'. Barry kan ook de verangliceerde versie zijn van de Ierse namen Bairre (afkorting voor Fionnbharr), Barra of Bearrach. Het kan ook de verkorte versie zijn van de Bijbelse naam Bartolomeüs.
Het is de naam van onder meer de Heilige Bearrach, een Iers heilige uit de 6e eeuw. Tevens is het de naam van Barry, een beroemde Sint-Bernard.